# نیروی دریایی قاره‌ای
نیروی دریایی قاره‌ای (انگلیسی: Continental Navy) نیروی دریایی مستعمرات متحد و ایالات متحده آمریکا از سال ۱۷۷۵ تا ۱۷۸۵ بود. این نیرو در ۱۳ اکتبر ۱۷۷۵ توسط کنگره قاره‌ای برای مبارزه با نیروهای بریتانیایی و متحدانشان به‌عنوان بخشی از جنگ انقلاب آمریکا تأسیس شد. با تلاش‌های چندین حامی برجسته مانند جان آدامز، نیروی دریایی قاره‌ای در نهایت به یک نیروی قابل توجه تبدیل شد، اگرچه هرگز نتوانست موفقیت‌های ارتش قاره‌ای را تکرار کند. در سال ۱۷۷۶ ادمیرال اسک هاپکینز توسط کنگره به فرماندهی نیروی دریایی منصوب شد.
در ابتدا، کشتی‌های نیروی دریایی قاره‌ای به دلیل کمبود بودجه برای ساخت کشتی‌های جنگی هدفمند، شامل کشتی‌های تجاری خریداری شده بودند. این امر ناشی از تمرکز رهبران آمریکایی بر ارتش قاره‌ای بود، زیرا آنها می‌دانستند که فرماندهی نیروی دریایی سلطنتی بر دریا به این معنی است که هیچ نیروی دریایی که آنها ایجاد کرده‌اند نمی‌تواند امید به چالش جدی با آن داشته باشد. ماموریت‌های اصلی نیروی دریایی قاره‌ای، که در نهایت مجموعه‌ای از ناوچه‌ها و کشتی‌های جنگی کوچک‌تر را به دست آورد، حمله به کشتی‌ها و مستعمرات بریتانیا برای به دست آوردن تدارکات برای استفاده نیروهای آمریکایی و همچنین دفاع از تجارت ایالات متحده بود.
نیروی دریایی قاره‌ای نتوانست تأثیر قابل توجهی بر نتیجه جنگ بگذارد و بسیاری از کشتی‌های آن در حملات نیروی دریایی بریتانیا، تصادفات یا آب و هوای بد از بین رفتند. با این حال، این نیرو، سپاهی از افسران دریایی ماهر را پرورش داد که در جنگ‌های شبه‌جنگی، جنگ‌های بربری و جنگ ۱۸۱۲ به نبرد ادامه دادند. نیروهای آمریکایی در جنگ انقلابی در سال ۱۷۸۳ پیروز شدند و دو سال بعد، نیروی دریایی قاره‌ای توسط کنگره منحل شد. در ۲۷ مارس ۱۷۹۴، نیروی دریایی ایالات متحده آمریکا رسماً تأسیس شد و بسیاری از سنت‌های نیروی دریایی قاره‌ای را به ارث برد.